# Distretto di Higashitsugaru
Il distretto di Higashitsugaru (東津軽郡, Higashitsugaru-gun?) è uno dei distretti della prefettura di Aomori, in Giappone.
Attualmente fanno parte del distretto i comuni di Hiranai, Imabetsu, Sotogahama e Yomogita.